# Nakharar

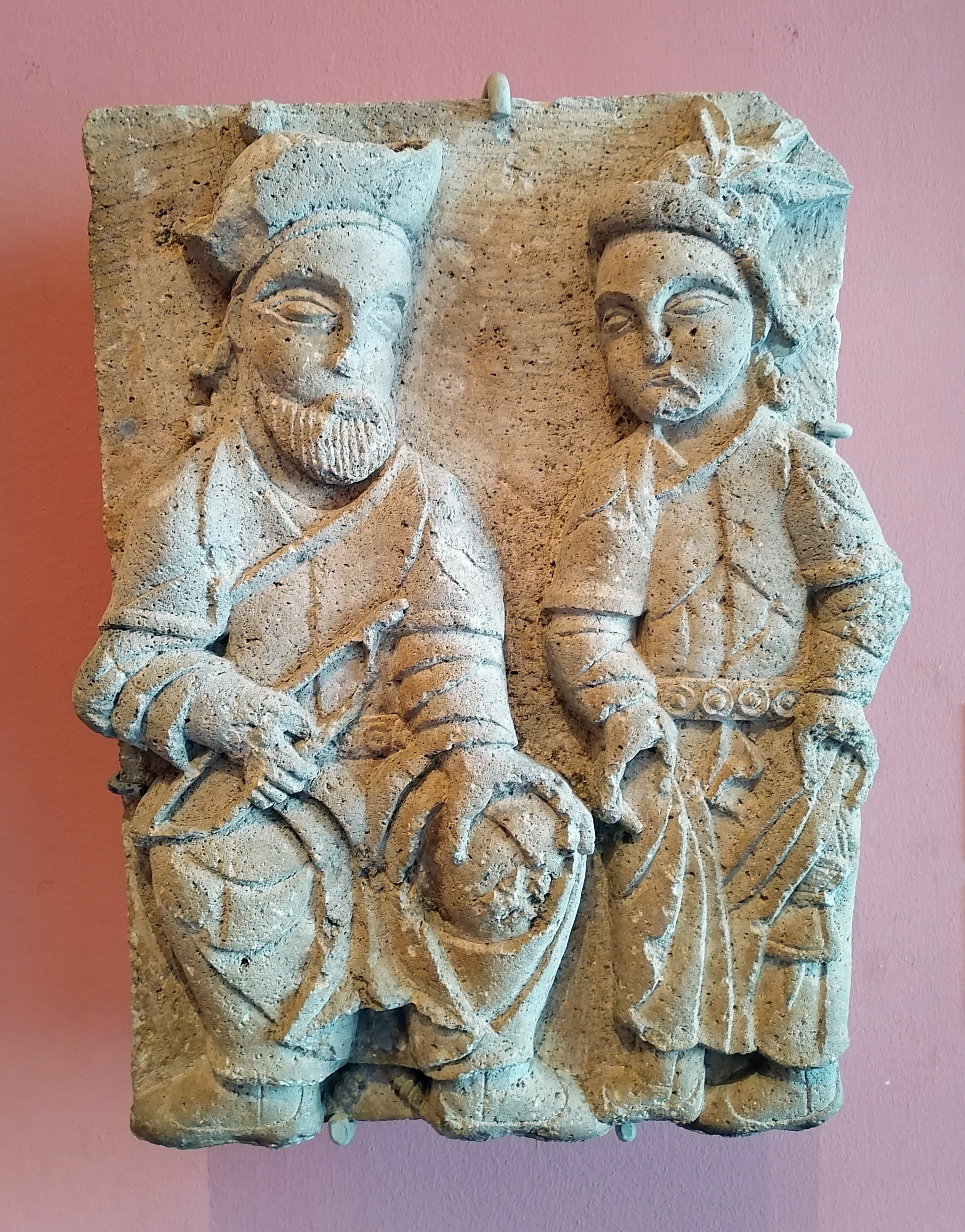
Relief représentant Eachi et l’émir Hassan II de la dynastie Proshian, vers 1321. Les Proshyans étaient des Nakharars pour les Zakariens dans l’Arménie historique au cours des XIIIe et XIVe siècles.Monastère d’Astvatsatsin Spitakavor, Vayots Dzor, Musée de l’Ermitage, inv. No. AR-619.

Le nakharar (en arménien : Նախարար, pluriel Նախարարք, nakharark, signifiant « premier né ») est un satrape héréditaire en Arménie[Selon qui ?] ou plutôt en Arménie ancienne. Ce titre est de premier ordre au sein de la noblesse arménienne antique et médiévale.
Durant cette période, l'Arménie est divisée en larges domaines, propriétés d'une famille noble et gouvernés par l'un de ses membres, auquel les titres nahapet (« chef de famille ») ou tanuter (« maître de maison ») sont donnés. Les autres membres d'une famille de nakharar gouvernent à leur tour des portions plus petites du domaine familial. Les 'nakharark' jouissant d'une grande autorité sont reconnus comme ishkhans (princes). Ce système a souvent été qualifié de féodal pour des raisons pratiques ; cependant, il est différent du système féodal qui apparaît ultérieurement en Europe occidentale. Le domaine dans son entièreté est en fait gouverné par une seule personne mais est toutefois considéré comme étant la propriété de l'ensemble de sa famille élargie, de telle sorte que, si le dirigeant vient à mourir sans laisser d'héritier, un membre d'une autre branche de la famille lui succède. En outre, l'aliénation d'une partie du domaine familial n'est permise qu'en faveur d'un autre membre de la famille ou avec l'autorisation de la famille. Ceci peut également expliquer pourquoi les familles de l'Arménie médiévale sont normalement endogamiques, afin de ne pas disperser des parties du domaine, comme cela aurait été le cas si elles avaient dû en céder des parties en dot.
Chaque famille de nakharar a une fonction politique supplémentaire : 
- un membre de la famille Arçrouni est toujours choisi comme porte-épée ;
- parmi les Mamikonian est choisi le sparapet (général en chef des armées) ;
- les Bagratouni fournissent toujours l'aspet (chef de la cavalerie) et le tagadir (pose couronne) ; etc.

Cette structure subsiste inchangée pendant de nombreux siècles jusqu'aux invasions mongoles au xiiie siècle. Certains de ses aspects perdurent en Arménie jusqu'au xxe siècle et l'abolition de la noblesse par les Bolcheviks.

## Source
- (en) Cet article est partiellement ou en totalité issu de l’article de Wikipédia en anglais intitulé « Nakharar » (voir la liste des auteurs).